# 몬테네그로 축구 국가대표팀
몬테네그로 축구 국가대표팀(몬테네그로어: Fudbalska reprezentacija Crne Gore, Фудбалска репрезентација Црне Горе)은 축구 부문에서 몬테네그로를 대표하는 국가대표팀이며 몬테네그로 축구 행정 부서인 몬테네그로 축구 협회(Fudbalski Savez Crne Gore)가 관리하고 있다. '용감한 매들'이라는 별칭을 보유하고 있으며 2007년 3월 24일에 헝가리와 국제 A매치 첫 경기를 치렀으며 홈 구장은 스타디온 포드 고리촘을 사용하고 있다.

## 국제 대회 경력

### FIFA 월드컵
2006년 FIFA 월드컵에서는 세르비아 몬테네그로라는 이름으로 본선에 출전했지만 현재까지 몬테네그로 자체만으로는 월드컵 본선 경험이 전무하다. 다만 2018년 FIFA 월드컵 유럽 지역 예선에서 10경기 5승 1무 4패·E조 3위로 종전 월드컵 유럽 지역 예선 최고 성적인 2014년 FIFA 월드컵 유럽 지역 예선의 4승 3무 3패를 뛰어넘어 역대 최고 성적을 달성했다.

### UEFA 유럽 축구 선수권 대회
현재까지 유로 대회 본선 경험도 전무하며 다만 첫 유로 대회 예선 출전인 UEFA 유로 2012 예선에서 3승 3무 4패·G조 2위를 기록하며 플레이오프에 진출했는데 이는 몬테네그로가 유로 대회 예선에서 거둔 역대 최고 성적이며 이 성적을 바탕으로 FIFA 랭킹을 16위까지 끌어올렸다.

### UEFA 네이션스리그

#### 2018-19 리그 C
유럽 네이션스리그 첫 시즌 리그 C에 편입된 몬테네그로는 4조에서 세르비아, 리투아니아, 루마니아를 상대로 6경기 2승 1무 3패·조 3위에 머물렀으나 차기 시즌 리그 진행 방식 변경으로 인해 리그 D로의 강등은 이뤄지지 않았다.

## FIFA 월드컵 (본선)
| 년도   | 결과                       | 순위                       | 경기                       | 승                         | 무*                        | 패                         | 득점                       | 실점                       | 승점                       |
| ------ | -------------------------- | -------------------------- | -------------------------- | -------------------------- | -------------------------- | -------------------------- | -------------------------- | -------------------------- | -------------------------- |
| 1930년 | 유고슬라비아로 참가        | 유고슬라비아로 참가        | 유고슬라비아로 참가        | 유고슬라비아로 참가        | 유고슬라비아로 참가        | 유고슬라비아로 참가        | 유고슬라비아로 참가        | 유고슬라비아로 참가        | 유고슬라비아로 참가        |
| 1934년 | 유고슬라비아로 참가        | 유고슬라비아로 참가        | 유고슬라비아로 참가        | 유고슬라비아로 참가        | 유고슬라비아로 참가        | 유고슬라비아로 참가        | 유고슬라비아로 참가        | 유고슬라비아로 참가        | 유고슬라비아로 참가        |
| 1938년 | 유고슬라비아로 참가        | 유고슬라비아로 참가        | 유고슬라비아로 참가        | 유고슬라비아로 참가        | 유고슬라비아로 참가        | 유고슬라비아로 참가        | 유고슬라비아로 참가        | 유고슬라비아로 참가        | 유고슬라비아로 참가        |
| 1950년 | 유고슬라비아로 참가        | 유고슬라비아로 참가        | 유고슬라비아로 참가        | 유고슬라비아로 참가        | 유고슬라비아로 참가        | 유고슬라비아로 참가        | 유고슬라비아로 참가        | 유고슬라비아로 참가        | 유고슬라비아로 참가        |
| 1954년 | 유고슬라비아로 참가        | 유고슬라비아로 참가        | 유고슬라비아로 참가        | 유고슬라비아로 참가        | 유고슬라비아로 참가        | 유고슬라비아로 참가        | 유고슬라비아로 참가        | 유고슬라비아로 참가        | 유고슬라비아로 참가        |
| 1958년 | 유고슬라비아로 참가        | 유고슬라비아로 참가        | 유고슬라비아로 참가        | 유고슬라비아로 참가        | 유고슬라비아로 참가        | 유고슬라비아로 참가        | 유고슬라비아로 참가        | 유고슬라비아로 참가        | 유고슬라비아로 참가        |
| 1962년 | 유고슬라비아로 참가        | 유고슬라비아로 참가        | 유고슬라비아로 참가        | 유고슬라비아로 참가        | 유고슬라비아로 참가        | 유고슬라비아로 참가        | 유고슬라비아로 참가        | 유고슬라비아로 참가        | 유고슬라비아로 참가        |
| 1966년 | 유고슬라비아로 참가        | 유고슬라비아로 참가        | 유고슬라비아로 참가        | 유고슬라비아로 참가        | 유고슬라비아로 참가        | 유고슬라비아로 참가        | 유고슬라비아로 참가        | 유고슬라비아로 참가        | 유고슬라비아로 참가        |
| 1970년 | 유고슬라비아로 참가        | 유고슬라비아로 참가        | 유고슬라비아로 참가        | 유고슬라비아로 참가        | 유고슬라비아로 참가        | 유고슬라비아로 참가        | 유고슬라비아로 참가        | 유고슬라비아로 참가        | 유고슬라비아로 참가        |
| 1974년 | 유고슬라비아로 참가        | 유고슬라비아로 참가        | 유고슬라비아로 참가        | 유고슬라비아로 참가        | 유고슬라비아로 참가        | 유고슬라비아로 참가        | 유고슬라비아로 참가        | 유고슬라비아로 참가        | 유고슬라비아로 참가        |
| 1978년 | 유고슬라비아로 참가        | 유고슬라비아로 참가        | 유고슬라비아로 참가        | 유고슬라비아로 참가        | 유고슬라비아로 참가        | 유고슬라비아로 참가        | 유고슬라비아로 참가        | 유고슬라비아로 참가        | 유고슬라비아로 참가        |
| 1982년 | 유고슬라비아로 참가        | 유고슬라비아로 참가        | 유고슬라비아로 참가        | 유고슬라비아로 참가        | 유고슬라비아로 참가        | 유고슬라비아로 참가        | 유고슬라비아로 참가        | 유고슬라비아로 참가        | 유고슬라비아로 참가        |
| 1986년 | 유고슬라비아로 참가        | 유고슬라비아로 참가        | 유고슬라비아로 참가        | 유고슬라비아로 참가        | 유고슬라비아로 참가        | 유고슬라비아로 참가        | 유고슬라비아로 참가        | 유고슬라비아로 참가        | 유고슬라비아로 참가        |
| 1990년 | 유고슬라비아로 참가        | 유고슬라비아로 참가        | 유고슬라비아로 참가        | 유고슬라비아로 참가        | 유고슬라비아로 참가        | 유고슬라비아로 참가        | 유고슬라비아로 참가        | 유고슬라비아로 참가        | 유고슬라비아로 참가        |
| 1994년 | 유고슬라비아로 참가        | 유고슬라비아로 참가        | 유고슬라비아로 참가        | 유고슬라비아로 참가        | 유고슬라비아로 참가        | 유고슬라비아로 참가        | 유고슬라비아로 참가        | 유고슬라비아로 참가        | 유고슬라비아로 참가        |
| 1998년 | 유고슬라비아로 참가        | 유고슬라비아로 참가        | 유고슬라비아로 참가        | 유고슬라비아로 참가        | 유고슬라비아로 참가        | 유고슬라비아로 참가        | 유고슬라비아로 참가        | 유고슬라비아로 참가        | 유고슬라비아로 참가        |
| 2002년 | 유고슬라비아로 참가        | 유고슬라비아로 참가        | 유고슬라비아로 참가        | 유고슬라비아로 참가        | 유고슬라비아로 참가        | 유고슬라비아로 참가        | 유고슬라비아로 참가        | 유고슬라비아로 참가        | 유고슬라비아로 참가        |
| 2006년 | 세르비아 몬테네그로로 참가 | 세르비아 몬테네그로로 참가 | 세르비아 몬테네그로로 참가 | 세르비아 몬테네그로로 참가 | 세르비아 몬테네그로로 참가 | 세르비아 몬테네그로로 참가 | 세르비아 몬테네그로로 참가 | 세르비아 몬테네그로로 참가 | 세르비아 몬테네그로로 참가 |
| 2010년 | 예선 탈락                  | 예선 탈락                  | 예선 탈락                  | 예선 탈락                  | 예선 탈락                  | 예선 탈락                  | 예선 탈락                  | 예선 탈락                  | 예선 탈락                  |
| 2014년 | 예선 탈락                  | 예선 탈락                  | 예선 탈락                  | 예선 탈락                  | 예선 탈락                  | 예선 탈락                  | 예선 탈락                  | 예선 탈락                  | 예선 탈락                  |
| 2018년 | 예선 탈락                  | 예선 탈락                  | 예선 탈락                  | 예선 탈락                  | 예선 탈락                  | 예선 탈락                  | 예선 탈락                  | 예선 탈락                  | 예선 탈락                  |
| 2022년 | 예선 탈락                  | 예선 탈락                  | 예선 탈락                  | 예선 탈락                  | 예선 탈락                  | 예선 탈락                  | 예선 탈락                  | 예선 탈락                  | 예선 탈락                  |
| 합계   |                            |                            |                            |                            |                            |                            |                            |                            |                            |

## FIFA 월드컵 (예선)
| 1930년 | 유고슬라비아로 참가                       | 유고슬라비아로 참가                       | 유고슬라비아로 참가                       | 유고슬라비아로 참가                       | 유고슬라비아로 참가                       | 유고슬라비아로 참가                       | 유고슬라비아로 참가                       |                                           |                                           |
| 1934년 | 유고슬라비아로 참가                       | 유고슬라비아로 참가                       | 유고슬라비아로 참가                       | 유고슬라비아로 참가                       | 유고슬라비아로 참가                       | 유고슬라비아로 참가                       | 유고슬라비아로 참가                       |                                           |                                           |
| 1938년 | 유고슬라비아로 참가                       | 유고슬라비아로 참가                       | 유고슬라비아로 참가                       | 유고슬라비아로 참가                       | 유고슬라비아로 참가                       | 유고슬라비아로 참가                       | 유고슬라비아로 참가                       |                                           |                                           |
| 1950년 | 유고슬라비아로 참가                       | 유고슬라비아로 참가                       | 유고슬라비아로 참가                       | 유고슬라비아로 참가                       | 유고슬라비아로 참가                       | 유고슬라비아로 참가                       | 유고슬라비아로 참가                       |                                           |                                           |
| 1954년 | 유고슬라비아로 참가                       | 유고슬라비아로 참가                       | 유고슬라비아로 참가                       | 유고슬라비아로 참가                       | 유고슬라비아로 참가                       | 유고슬라비아로 참가                       | 유고슬라비아로 참가                       |                                           |                                           |
| 1958년 | 유고슬라비아로 참가                       | 유고슬라비아로 참가                       | 유고슬라비아로 참가                       | 유고슬라비아로 참가                       | 유고슬라비아로 참가                       | 유고슬라비아로 참가                       | 유고슬라비아로 참가                       |                                           |                                           |
| 1962년 | 유고슬라비아로 참가                       | 유고슬라비아로 참가                       | 유고슬라비아로 참가                       | 유고슬라비아로 참가                       | 유고슬라비아로 참가                       | 유고슬라비아로 참가                       | 유고슬라비아로 참가                       |                                           |                                           |
| 1966년 | 유고슬라비아로 참가                       | 유고슬라비아로 참가                       | 유고슬라비아로 참가                       | 유고슬라비아로 참가                       | 유고슬라비아로 참가                       | 유고슬라비아로 참가                       | 유고슬라비아로 참가                       |                                           |                                           |
| 1970년 | 유고슬라비아로 참가                       | 유고슬라비아로 참가                       | 유고슬라비아로 참가                       | 유고슬라비아로 참가                       | 유고슬라비아로 참가                       | 유고슬라비아로 참가                       | 유고슬라비아로 참가                       |                                           |                                           |
| 1974년 | 유고슬라비아로 참가                       | 유고슬라비아로 참가                       | 유고슬라비아로 참가                       | 유고슬라비아로 참가                       | 유고슬라비아로 참가                       | 유고슬라비아로 참가                       | 유고슬라비아로 참가                       |                                           |                                           |
| 1978년 | 유고슬라비아로 참가                       | 유고슬라비아로 참가                       | 유고슬라비아로 참가                       | 유고슬라비아로 참가                       | 유고슬라비아로 참가                       | 유고슬라비아로 참가                       | 유고슬라비아로 참가                       |                                           |                                           |
| 1982년 | 유고슬라비아로 참가                       | 유고슬라비아로 참가                       | 유고슬라비아로 참가                       | 유고슬라비아로 참가                       | 유고슬라비아로 참가                       | 유고슬라비아로 참가                       | 유고슬라비아로 참가                       |                                           |                                           |
| 1986년 | 유고슬라비아로 참가                       | 유고슬라비아로 참가                       | 유고슬라비아로 참가                       | 유고슬라비아로 참가                       | 유고슬라비아로 참가                       | 유고슬라비아로 참가                       | 유고슬라비아로 참가                       |                                           |                                           |
| 1990년 | 유고슬라비아로 참가                       | 유고슬라비아로 참가                       | 유고슬라비아로 참가                       | 유고슬라비아로 참가                       | 유고슬라비아로 참가                       | 유고슬라비아로 참가                       | 유고슬라비아로 참가                       |                                           |                                           |
| 1994년 | 유고슬라비아로 참가                       | 유고슬라비아로 참가                       | 유고슬라비아로 참가                       | 유고슬라비아로 참가                       | 유고슬라비아로 참가                       | 유고슬라비아로 참가                       | 유고슬라비아로 참가                       |                                           |                                           |
| 1998년 | 유고슬라비아로 참가                       | 유고슬라비아로 참가                       | 유고슬라비아로 참가                       | 유고슬라비아로 참가                       | 유고슬라비아로 참가                       | 유고슬라비아로 참가                       | 유고슬라비아로 참가                       |                                           |                                           |
| 2002년 | 유고슬라비아로 참가                       | 유고슬라비아로 참가                       | 유고슬라비아로 참가                       | 유고슬라비아로 참가                       | 유고슬라비아로 참가                       | 유고슬라비아로 참가                       | 유고슬라비아로 참가                       |                                           |                                           |
| 2006년 | 세르비아 몬테네그로로 참가                | 세르비아 몬테네그로로 참가                | 세르비아 몬테네그로로 참가                | 세르비아 몬테네그로로 참가                | 세르비아 몬테네그로로 참가                | 세르비아 몬테네그로로 참가                | 세르비아 몬테네그로로 참가                |                                           |                                           |
| 2010년 | 10                                        | 1                                         | 6                                         | 3                                         | 9                                         | 14                                        | 9                                         |                                           |                                           |
| 2014년 | 10                                        | 4                                         | 3                                         | 3                                         | 18                                        | 17                                        | 15                                        |                                           |                                           |
| 2018년 | 10                                        | 5                                         | 1                                         | 4                                         | 20                                        | 12                                        | 16                                        |                                           |                                           |
| 2022년 | 10                                        | 3                                         | 3                                         | 4                                         | 14                                        | 15                                        | 12                                        |                                           |                                           |
| 합계   | 40                                        | 13                                        | 13                                        | 14                                        | 61                                        | 58                                        | 52                                        |                                           |                                           |
| 순위   | 월드컵 예선 승점 순위 : 135위 (유럽 46위) | 월드컵 예선 승점 순위 : 135위 (유럽 46위) | 월드컵 예선 승점 순위 : 135위 (유럽 46위) | 월드컵 예선 승점 순위 : 135위 (유럽 46위) | 월드컵 예선 승점 순위 : 135위 (유럽 46위) | 월드컵 예선 승점 순위 : 135위 (유럽 46위) | 월드컵 예선 승점 순위 : 135위 (유럽 46위) | 월드컵 예선 승점 순위 : 135위 (유럽 46위) | 월드컵 예선 승점 순위 : 135위 (유럽 46위) |

## UEFA 유럽 축구 선수권 대회
- 1960년 ~ 1992년 - 유고슬라비아의 일원
- 1996년 ~ 2000년 - 유고슬라비아의 일원
- 2004년 - 세르비아 몬테네그로의 일원
- 2008년 - 불참[1]
- 2012년 ~ 2020년 - 예선 탈락

### UEFA 유럽 축구 선수권 대회 (예선)
| 1960년 | 유고슬라비아로 참가        | 유고슬라비아로 참가        | 유고슬라비아로 참가        | 유고슬라비아로 참가        | 유고슬라비아로 참가        | 유고슬라비아로 참가        | 유고슬라비아로 참가        |                            |                            |
| 1964년 | 유고슬라비아로 참가        | 유고슬라비아로 참가        | 유고슬라비아로 참가        | 유고슬라비아로 참가        | 유고슬라비아로 참가        | 유고슬라비아로 참가        | 유고슬라비아로 참가        |                            |                            |
| 1968년 | 유고슬라비아로 참가        | 유고슬라비아로 참가        | 유고슬라비아로 참가        | 유고슬라비아로 참가        | 유고슬라비아로 참가        | 유고슬라비아로 참가        | 유고슬라비아로 참가        |                            |                            |
| 1972년 | 유고슬라비아로 참가        | 유고슬라비아로 참가        | 유고슬라비아로 참가        | 유고슬라비아로 참가        | 유고슬라비아로 참가        | 유고슬라비아로 참가        | 유고슬라비아로 참가        |                            |                            |
| 1976년 | 유고슬라비아로 참가        | 유고슬라비아로 참가        | 유고슬라비아로 참가        | 유고슬라비아로 참가        | 유고슬라비아로 참가        | 유고슬라비아로 참가        | 유고슬라비아로 참가        |                            |                            |
| 1980년 | 유고슬라비아로 참가        | 유고슬라비아로 참가        | 유고슬라비아로 참가        | 유고슬라비아로 참가        | 유고슬라비아로 참가        | 유고슬라비아로 참가        | 유고슬라비아로 참가        |                            |                            |
| 1984년 | 유고슬라비아로 참가        | 유고슬라비아로 참가        | 유고슬라비아로 참가        | 유고슬라비아로 참가        | 유고슬라비아로 참가        | 유고슬라비아로 참가        | 유고슬라비아로 참가        |                            |                            |
| 1988년 | 유고슬라비아로 참가        | 유고슬라비아로 참가        | 유고슬라비아로 참가        | 유고슬라비아로 참가        | 유고슬라비아로 참가        | 유고슬라비아로 참가        | 유고슬라비아로 참가        |                            |                            |
| 1992년 | 유고슬라비아로 참가        | 유고슬라비아로 참가        | 유고슬라비아로 참가        | 유고슬라비아로 참가        | 유고슬라비아로 참가        | 유고슬라비아로 참가        | 유고슬라비아로 참가        |                            |                            |
| 1996년 | 유고슬라비아로 참가        | 유고슬라비아로 참가        | 유고슬라비아로 참가        | 유고슬라비아로 참가        | 유고슬라비아로 참가        | 유고슬라비아로 참가        | 유고슬라비아로 참가        |                            |                            |
| 2000년 | 유고슬라비아로 참가        | 유고슬라비아로 참가        | 유고슬라비아로 참가        | 유고슬라비아로 참가        | 유고슬라비아로 참가        | 유고슬라비아로 참가        | 유고슬라비아로 참가        |                            |                            |
| 2004년 | 세르비아 몬테네그로로 참가 | 세르비아 몬테네그로로 참가 | 세르비아 몬테네그로로 참가 | 세르비아 몬테네그로로 참가 | 세르비아 몬테네그로로 참가 | 세르비아 몬테네그로로 참가 | 세르비아 몬테네그로로 참가 |                            |                            |
| 2008년 | 없음                       | 없음                       | 없음                       | 없음                       | 없음                       | 없음                       | 없음                       |                            |                            |
| 2012년 | 10                         | 3                          | 3                          | 4                          | 7                          | 10                         | 12                         |                            |                            |
| 2016년 | 10                         | 3                          | 2                          | 5                          | 10                         | 13                         | 11                         |                            |                            |
| 2020년 | 8                          | 0                          | 3                          | 5                          | 3                          | 22                         | 3                          |                            |                            |
| 합계   | 28                         | 6                          | 8                          | 14                         | 20                         | 45                         | 26                         |                            |                            |
| 순위   | 유로 예선 승점 순위 : 49위 | 유로 예선 승점 순위 : 49위 | 유로 예선 승점 순위 : 49위 | 유로 예선 승점 순위 : 49위 | 유로 예선 승점 순위 : 49위 | 유로 예선 승점 순위 : 49위 | 유로 예선 승점 순위 : 49위 | 유로 예선 승점 순위 : 49위 | 유로 예선 승점 순위 : 49위 |

## 지중해 게임
| 지중해 게임 기록 | 지중해 게임 기록           | 지중해 게임 기록           | 지중해 게임 기록           | 지중해 게임 기록           | 지중해 게임 기록           | 지중해 게임 기록           | 지중해 게임 기록           | 지중해 게임 기록           | 지중해 게임 기록           |
| 년도             | 결과                       | 순위                       | 경기                       | 승                         | 무*                        | 패                         | 득점                       | 실점                       | 승점                       |
| ---------------- | -------------------------- | -------------------------- | -------------------------- | -------------------------- | -------------------------- | -------------------------- | -------------------------- | -------------------------- | -------------------------- |
| 1951년           | 유고슬라비아로 참가        | 유고슬라비아로 참가        | 유고슬라비아로 참가        | 유고슬라비아로 참가        | 유고슬라비아로 참가        | 유고슬라비아로 참가        | 유고슬라비아로 참가        | 유고슬라비아로 참가        | 유고슬라비아로 참가        |
| 1955년           | 유고슬라비아로 참가        | 유고슬라비아로 참가        | 유고슬라비아로 참가        | 유고슬라비아로 참가        | 유고슬라비아로 참가        | 유고슬라비아로 참가        | 유고슬라비아로 참가        | 유고슬라비아로 참가        | 유고슬라비아로 참가        |
| 1959년           | 유고슬라비아로 참가        | 유고슬라비아로 참가        | 유고슬라비아로 참가        | 유고슬라비아로 참가        | 유고슬라비아로 참가        | 유고슬라비아로 참가        | 유고슬라비아로 참가        | 유고슬라비아로 참가        | 유고슬라비아로 참가        |
| 1963년           | 유고슬라비아로 참가        | 유고슬라비아로 참가        | 유고슬라비아로 참가        | 유고슬라비아로 참가        | 유고슬라비아로 참가        | 유고슬라비아로 참가        | 유고슬라비아로 참가        | 유고슬라비아로 참가        | 유고슬라비아로 참가        |
| 1967년           | 유고슬라비아로 참가        | 유고슬라비아로 참가        | 유고슬라비아로 참가        | 유고슬라비아로 참가        | 유고슬라비아로 참가        | 유고슬라비아로 참가        | 유고슬라비아로 참가        | 유고슬라비아로 참가        | 유고슬라비아로 참가        |
| 1971년           | 유고슬라비아로 참가        | 유고슬라비아로 참가        | 유고슬라비아로 참가        | 유고슬라비아로 참가        | 유고슬라비아로 참가        | 유고슬라비아로 참가        | 유고슬라비아로 참가        | 유고슬라비아로 참가        | 유고슬라비아로 참가        |
| 1975년           | 유고슬라비아로 참가        | 유고슬라비아로 참가        | 유고슬라비아로 참가        | 유고슬라비아로 참가        | 유고슬라비아로 참가        | 유고슬라비아로 참가        | 유고슬라비아로 참가        | 유고슬라비아로 참가        | 유고슬라비아로 참가        |
| 1979년           | 유고슬라비아로 참가        | 유고슬라비아로 참가        | 유고슬라비아로 참가        | 유고슬라비아로 참가        | 유고슬라비아로 참가        | 유고슬라비아로 참가        | 유고슬라비아로 참가        | 유고슬라비아로 참가        | 유고슬라비아로 참가        |
| 1983년           | 유고슬라비아로 참가        | 유고슬라비아로 참가        | 유고슬라비아로 참가        | 유고슬라비아로 참가        | 유고슬라비아로 참가        | 유고슬라비아로 참가        | 유고슬라비아로 참가        | 유고슬라비아로 참가        | 유고슬라비아로 참가        |
| 1987년           | 유고슬라비아로 참가        | 유고슬라비아로 참가        | 유고슬라비아로 참가        | 유고슬라비아로 참가        | 유고슬라비아로 참가        | 유고슬라비아로 참가        | 유고슬라비아로 참가        | 유고슬라비아로 참가        | 유고슬라비아로 참가        |
| 1991년           | 유고슬라비아로 참가        | 유고슬라비아로 참가        | 유고슬라비아로 참가        | 유고슬라비아로 참가        | 유고슬라비아로 참가        | 유고슬라비아로 참가        | 유고슬라비아로 참가        | 유고슬라비아로 참가        | 유고슬라비아로 참가        |
| 1993년           | 실격                       | 실격                       | 실격                       | 실격                       | 실격                       | 실격                       | 실격                       | 실격                       | 실격                       |
| 1997년           | 세르비아 몬테네그로로 참가 | 세르비아 몬테네그로로 참가 | 세르비아 몬테네그로로 참가 | 세르비아 몬테네그로로 참가 | 세르비아 몬테네그로로 참가 | 세르비아 몬테네그로로 참가 | 세르비아 몬테네그로로 참가 | 세르비아 몬테네그로로 참가 | 세르비아 몬테네그로로 참가 |
| 2001년           | 세르비아 몬테네그로로 참가 | 세르비아 몬테네그로로 참가 | 세르비아 몬테네그로로 참가 | 세르비아 몬테네그로로 참가 | 세르비아 몬테네그로로 참가 | 세르비아 몬테네그로로 참가 | 세르비아 몬테네그로로 참가 | 세르비아 몬테네그로로 참가 | 세르비아 몬테네그로로 참가 |
| 2005년           | 세르비아 몬테네그로로 참가 | 세르비아 몬테네그로로 참가 | 세르비아 몬테네그로로 참가 | 세르비아 몬테네그로로 참가 | 세르비아 몬테네그로로 참가 | 세르비아 몬테네그로로 참가 | 세르비아 몬테네그로로 참가 | 세르비아 몬테네그로로 참가 | 세르비아 몬테네그로로 참가 |
| 2009년           | 조별리그                   | 8위                        | 4                          | 0                          | 2                          | 2                          | 1                          | 3                          | 2                          |
| 2013년           | 진출 실패                  | 진출 실패                  | 진출 실패                  | 진출 실패                  | 진출 실패                  | 진출 실패                  | 진출 실패                  | 진출 실패                  | 진출 실패                  |
| 2018년           |                            |                            |                            |                            |                            |                            |                            |                            |                            |
| 합계             | 1회 진출(1/1)              | 조별리그(1회)              | 4                          | 0                          | 2                          | 2                          | 1                          | 3                          | 2                          |

## 주요 선수
- 스테판 무고샤
- 파토스 베치라이
- 스테판 사비치
- 아담 마루시치
- 니콜라 북체비치
- 블라디미르 요보비치
- 마르코 베쇼비치
- 디노 이슬라모비치

## 역대 감독
| 감독                  | 임기        |
| --------------------- | ----------- |
| 파루크 하지베기치     | 2019 ~ 2020 |
| 로베르트 프로시네치키 | 2024 ~      |

## 같이 보기
- 몬테네그로 여자 축구 국가대표팀